# Kentropyx calcarata
Kentropyx calcarata — вид ящірок родини теїдових (Teiidae). Мешкає в Південній Америці.

## Поширення і екологія
Kentropyx calcarata мешкають в Бразилії, Венесуели, Гаяні, Суринамі і Французькій Гвіані, на території Амазонії, Гвіани і Атлантичних лісів. Вони живуть у вологих тропічних лісах і мангрових лісах, віддають перевагу галявинам, узліссям, берегам струмків та іншим відкритим, сонячним місцевостям. Ведуть переважно наземний спосіб життя, зустрічаються серед повалених дерев, вночі ховаються серед рослинності, серед коріння або опалого листя. Відкладають яйця, в кладці до 4 яєць. Самиці часто відкладають яйця колективно в кладках від 45 до 800 яєць.